# Puchar Świata w skokach narciarskich w Cortinie d’Ampezzo
Puchar Świata w skokach narciarskich w Cortinie d’Ampezzo – zawody Pucharu Świata w skokach narciarskich rozgrywane w Cortinie d’Ampezzo.
Po raz pierwszy konkurs Pucharu Świata na skoczni Italia został rozegrany w sezonie 1979/1980. Zawody wygrał Austriak Toni Innauer. Rok później w Cortinie d’Ampezzo brakowało śniegu i zawody Pucharu Świata zostały odwołane. Podczas konkursu rozegrano w sezonie 1981/1982 najlepszy okazał się reprezentant Norwegii Roger Ruud. W następnym sezonie zwycięzcą na skoczni Italia został Fin Matti Nykänen. W sezonie 1983/1984 konkurs wygrał Jens Weißflog z NRD. Natomiast w zawodach rozegranych w sezonie 1984/1985 ponownie najlepszym był Roger Ruud.

## Zwycięzcy konkursów PŚ w Cortinie d’Ampezzo
| Lp | Data             | Skocznia | Punkt K | Uwagi | 1. miejsce    | 2. miejsce     | 3. miejsce       |
| -- | ---------------- | -------- | ------- | ----- | ------------- | -------------- | ---------------- |
| 1. | 27 grudnia 1979  | Italia   | K-92    | -     | Toni Innauer  | Hubert Neuper  | Alfred Groyer    |
| –  | 21 grudnia 1980  | Italia   | K-92    | [ 1 ] | odwołany      | odwołany       | odwołany         |
| 2. | 20 grudnia 1981  | Italia   | K-92    | -     | Roger Ruud    | Johan Sætre    | Masahiro Akimoto |
| 3. | 18 grudnia 1982  | Italia   | K-92    | -     | Matti Nykänen | Olav Hansson   | Per Bergerud     |
| 4. | 11 stycznia 1984 | Italia   | K-92    | -     | Jens Weißflog | Horst Bulau    | Klaus Ostwald    |
| 5. | 8 stycznia 1985  | Italia   | K-92    | -     | Roger Ruud    | Halvor Persson | Andreas Bauer    |